# Elbdeichvorland Mühlberg-Stehla
Elbdeichvorland Mühlberg-Stehla este o arie protejată (arie specială de conservare — SAC, sit de importanță comunitară — SCI) din Germania întinsă pe o suprafață de 204,83 ha, integral pe uscat.

## Localizare
Centrul sitului Elbdeichvorland Mühlberg-Stehla este situat la coordonatele 51°26′31″N 13°11′56″E / 51.4419°N 13.1989°E.

## Înființare
Situl Elbdeichvorland Mühlberg-Stehla a fost declarat sit de importanță comunitară în septembrie 2000.

## Biodiversitate
Situată în ecoregiunea continentală, aria protejată conține 4 habitate naturale: Râuri cu maluri nămoloase cu vegetație de Chenopodion rubri p.p. și Bidention p.p., Liziere de ierburi înalte hidrofile de câmpie și de nivel montan până la alpin, Fânețe de joasă altitudine (Alopecurus pratensis, Sanguisorba officinalis), Păduri aluvionare cu Alnus glutinosa și Fraxinus excelsior (Alno-Padion, Alnion incanae, Salicion albae).
La baza desemnării sitului se află mai multe specii protejate:
- păsări (2): fluierar de munte (Actitis hypoleucos), presură sură (Emberiza calandra)
- mamifere (2): castor (Castor fiber), vidră de râu (Lutra lutra)
- nevertebrate (1): Ophiogomphus cecilia
- pești (1): avat (Aspius aspius)

Pe lângă speciile protejate, pe teritoriul sitului au mai fost identificate 12 specii de plante.